# Alexandros Ginnis
Alexandros Ginnis (en griego: Αλέξανδρος Γκιννής, conocido como AJ Ginnis; Atenas, 17 de noviembre de 1994) es un deportista griego que compite en esquí alpino.
Ganó una medalla de plata en el Campeonato Mundial de Esquí Alpino de 2023, en la prueba de eslalon. En la Copa del Mundo consiguió un podio en total.
Nació en Grecia, pero pasó su infancia en Austria, y después se trasladó con su familia a Vermont (Estados Unidos), en donde aprendió a esquiar en la Green Mountain Valley School.

## Palmarés internacional
| Campeonato Mundial | Campeonato Mundial           | Campeonato Mundial | Campeonato Mundial |
| Año                | Lugar                        | Medalla            | Prueba             |
| ------------------ | ---------------------------- | ------------------ | ------------------ |
| 2023               | Courchevel/Méribel (Francia) | Medalla de plata   | Eslalon            |